# Малайский канареечный вьюрок
Малайский канареечный вьюрок (лат. Chrysocorythus estherae) — вид птиц из семейства вьюрковых. Выделяют четыре подвида. Эндемик Индонезии. Естественной средой обитания вида являются горные леса и травянистые сообщества в субтропиках и тропиках. МСОП присвоила виду статус LC.
Ранее вид включался в род Serinus. Географически ему наиболее близка вьетнамская завирушка (Chloris monguilloti).

## Описание
Малайский канареечный вьюрок достигает длины 11—12 см и массы 13—16 г. Голова и спина коричневые с сероватым оттенком; бока и верхняя часть брюха белые, испещрены коричневыми полосками; центральная часть брюха и нижние кроющие хвоста белые. Лицо, надхвостье и центральная часть груди золотисто-жёлтые. Крылья и хвост чёрные, на крыльях две золотисто-жёлтые полоски. Самки несколько бледнее самцов, золотистые пятна на голове и груди у них отсутствуют. Клюв телесного цвета с черноватым кончиком, ноги телесного цвета, глаза тёмно-карие.

## Подвиды
Выделяют четыре подвида:
- Chrysocorythus estherae vanderbilti (Meyer de Schauensee, 1939) — север Суматры
- Chrysocorythus estherae estherae (Finsch, 1902) — запад и центр Явы
- Chrysocorythus estherae orientalis (Chasen, 1940) — восток Явы
- Chrysocorythus estherae renatae (Schuchmann & Wolters, 1982) — юг Сулавеси